# Guto Goffi
Flávio Augusto Goffi Marquesini (Rio de Janeiro, 9 de agosto de 1962), mais conhecido como Guto Goffi, é um baterista brasileiro.

## Biografia
Descendente patrilinear e matrilinear de norte-italianos, começou a tocar bateria em 1978. Em 1982, fundou o Barão Vermelho, com o tecladista Maurício Barros. Permaneceu na banda em todas as suas formações. Com a saída de Cazuza, passou a atuar também como letrista e, mais tarde, produtor. 
Em 2001, quando o Barão Vermelho suspendeu a atividade, começou a se dedicar a projetos paralelos. Abriu a loja e escola de bateria e percussão Maracatu Brasil, em Laranjeiras, onde dedicou-se à formação de novos músicos e à divulgação de ritmos tradicionais brasileiros como o jongo e o maracatu. 
Lançou em 2012 o disco solo Alimentar. Formou mais tarde o Bando do Bem, com quem gravou o seu segundo álbum, Bem (2016). Integrou ainda o trio de música instrumental Bicho de Pau, o Guto Goffi Quinteto e gravou um CD com Robertinho Silva e Laudir de Oliveira.

## Discografia

### Barão Vermelho
Álbuns de estúdio
- Barão Vermelho (1982)
- Barão Vermelho 2 (1983)
- Maior Abandonado (1984)
- Declare Guerra (1986)
- Rock'n Geral (1987)
- Carnaval (1988)
- Na Calada da Noite (1990)
- Supermercados da Vida (1992)
- Carne Crua (1994)
- Álbum (1996)
- Puro Êxtase (1998)
- Barão Vermelho (2004)

Coletâneas
- Melhores Momentos: Cazuza & Barão Vermelho (1989)
- Pedra, Flor e Espinho (2002)

Álbuns ao vivo
- Barão ao Vivo (1989)
- Acústico MTV (1991)
- Barão Vermelho ao Vivo (1992)
- Balada MTV (1999)
- MTV ao Vivo (2005)
- Rock in Rio 1985 (2007)

### Álbuns solo
- Alimentar (2012)
- Bem (2016)